# Machimus floridensis
Machimus floridensis är en tvåvingeart som först beskrevs av Stanley Willard Bromley 1940.  Machimus floridensis ingår i släktet Machimus och familjen rovflugor.
Artens utbredningsområde är Florida. Inga underarter finns listade i Catalogue of Life.